# Object 278
 (avril 2021).
Si vous disposez d'ouvrages ou d'articles de référence ou si vous connaissez des sites web de qualité traitant du thème abordé ici, merci de compléter l'article en donnant les références utiles à sa vérifiabilité et en les liant à la section « Notes et références ».
L'Object 278 est un char lourd expérimental soviétique créé au bureau de conception de Léningrad-Kirov à Leningrad sous la supervision de Joseph Kotine. Le premier prototype n'a jamais été terminé. 

## Histoire et conception
En 1955, le LKZ (Ленинградско-Кировский завод soit en français, l'usine Léningrad-Kirov) a commencé à la conception d'un char lourd de nouvelle génération. Le concepteur en chef du projet était Joseph Kotine. Le char a été décliné en deux versions, Object 278 avec turbine à gaz et son homologue Object 277 avec moteur diesel.
Les principales exigences du char :
1. Une masse de 52 à 55 tonnes
2. Un canon rayé de 130 mm
3. Vélocité d’obus de 1000 m/s
4. Une puissance moteur de 1000 ch

En 1957, deux prototypes de l'Object 277 furent créés, ils ont passé des tests avec succès. L’un des exemplaires a été présenté à Nikita Khrouchtchev, il est néanmoins sceptique au projet, n'étant  pas favorables aux armes conventionnelles. En 1960, il arrête le projet Object 277 et donc l'Object 278. Aucun exemplaire de l'Object 278 n'a été terminé, un prototype fût en construction.

## Description techniques

### Caisse et tourelle
L’Object 278 a été développé en parallèle des projets T-10 et IS-7, ce qui implique des similitudes sur certaines parties. La partie avant de la caisse est moulée ainsi que la tourelle, quant aux flancs ainsi que le reste de la caisse sont soudés et constitués de blindage laminé.

### Armement
L’armement principal de l’Object 278 est le canon rayé M-65 de 130 m. Il comportait un stabilisateur à deux plans « Groza », un système de contrôle de tir automatisé, des dispositifs de tir de nuit et d’observation. Il a également un mécanisme de chargement semi-automatique. Il peut transporter 35 obus. 
De plus, il avait une mitrailleuse coaxiale KPVT de 14,5 mm avec 800 cartouches.
Les obus sont placés verticalement dans un convoyeur à chaîne à l’arrière de la tourelle sur plancher rotatif. Les obus étaient retournés horizontalement via un convoyeur spécial dans le renfoncement de tourelle. Et positionnés sur un rail, derrière le canon, en attente d’être poussé dans la chambre. 

### Matériel de surveillance et de communication
L’Object 278 transportait un télémètre stéréoscopique TDP-2S, le viseur de nuit était un viseur TPN-1. Il avait aussi une station radio R-113 pour communiquer.

### Moteur
L'Object 278 était équipé d'un moteur à turbine à gaz GTD-1 de 1000 ch qui fournissait également en électricité le char. La masse du char étant de 53,5 tonnes ce moteur pouvait lui faire atteindre une vitesse de 57 km/h sur route.

### Châssis et suspension
Il utilisait un entrainement à chenilles avec joints homocinétiques. La suspension est montée sur huit galets ainsi que 4 roulements de support de la chenille de chaque côté. Une suspension à barres de torsion et pour les galets 1, 2, 7 et 8, des amortisseurs hydrauliques à piston.

### Équipements annexe
Comme l'Object 277, il pouvait être équipé d’une protection antinucléaire, d’un système qui transforme le diesel en un écran de fumée (TDA : Термодымовая аппаратура, équipement de fumées thermiques), également un système de nettoyage des optiques, et d’un snorkel qui permet la conduite sous-marine.